# Брудзоло
Бру̀дзоло (на италиански: Bruzolo; на пиемонтски: Bruseul, Брузеул, на окситански: Bërsoel, Бърсьол) е село и община в Метрополен град Торино, регион Пиемонт, Северна Италия. Разположено е на 455 m надморска височина. Към 1 януари 2020 г. населението на общината е 1519 души, от които 67 са чужди граждани.

## Забележителности
- Замък на Брудзоло (Castello di Bruzolo)
- Превостале (Prevostale)
- Камбанария и Енорийска църква (Campanile e chiesa parrocchiale)
- Ковачница (Fucina)

## Култура

### Музеи
- Етнографски музей на лъжците (Museo etnografico dei Bigiardi)